# Monzuno
Monzuno (Munżón in dialetto bolognese montano medio) è un comune italiano di 6 433 abitanti della città metropolitana di Bologna in Emilia-Romagna.
È uno dei comuni membri dell'Unione dell'Appennino Bolognese.

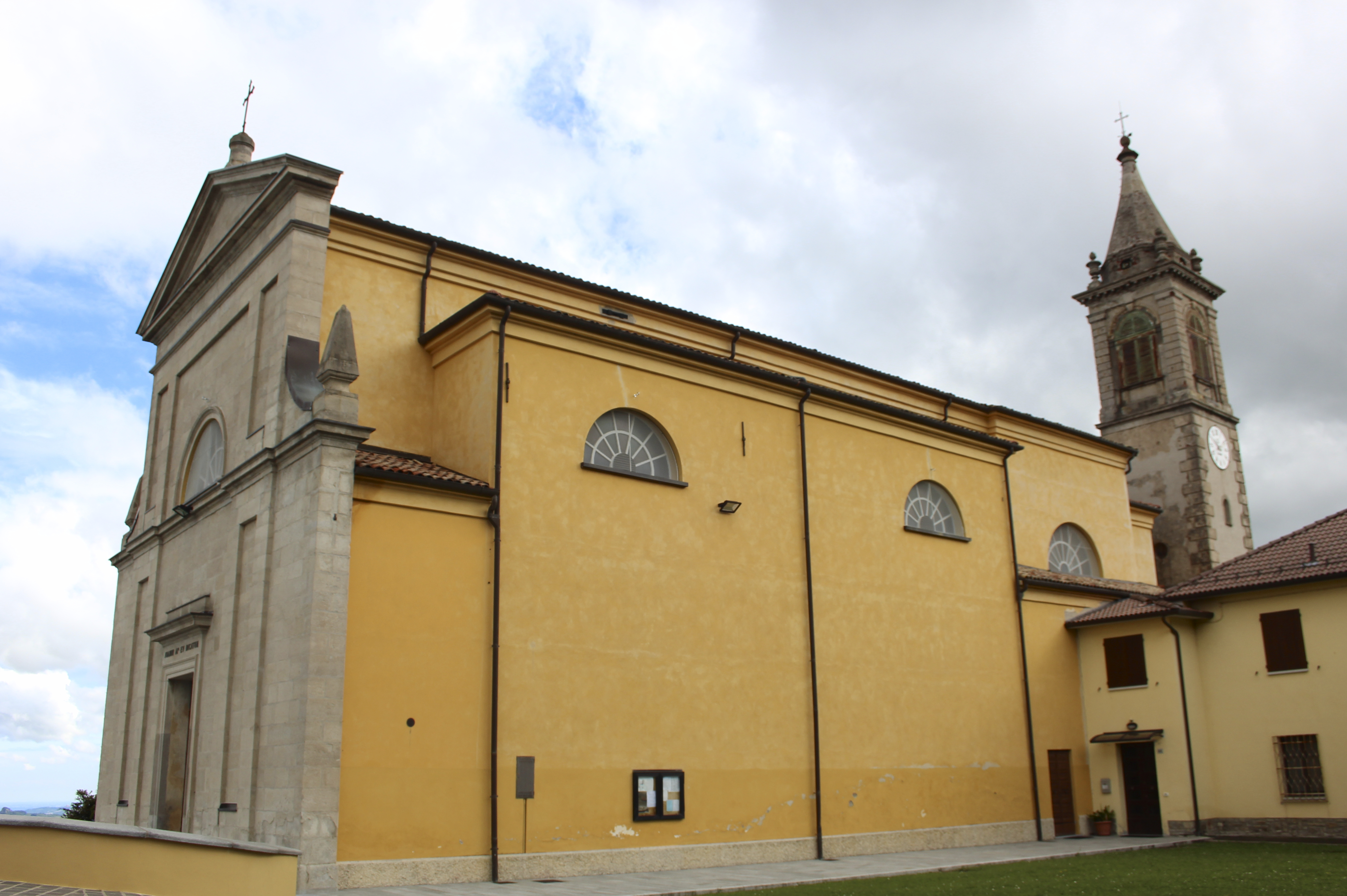
La chiesa di San Giovanni Evangelista

## Geografia fisica

### Territorio
Stazione di villeggiatura a ridosso del versante settentrionale di Monte Venere sullo spartiacque del Setta, Sambro e Savena in una successione di groppe montagnose e di pendici ricche di fratte e di boschi cedui. Interessanti escursioni a Monte Venere (966 m), a Monte Adone (654 m) e nel vicino Parco Storico Monte Sole dove è avvenuto l'Eccidio di Monte Sole.

### Clima
- Classificazione climatica: zona E, 2835 GR/G

## Storia
Nella zona sono molte le reminiscenze pagane: diversi toponimi ricordano infatti divinità della religione romana e lo stesso nome del paese potrebbe essere la trasformazione di Mons Jovis, Monte di Giove, o di Mons Junonis, Monte di Giunone. Più probabilmente il nome deriva dal latino "mons" [monte] da cui i vari Monzone, Montione, ecc. che troviamo numerosi nell'intero territorio nazionale. In località Monte Castello esisteva un tempo un antico castello, distrutto nell'autunno del 1376 dai bolognesi durante la cosiddetta "guerra di Monzuno". Successivamente la terra di Monzuno fu centro di un importante dominio feudale, sede di un'alta magistratura, di un rinomato ospedale e giurisdizione di un autorevole vicariato, successivamente trasformato in podesteria. Per Monzuno passava una delle più battute vie di collegamento fra Bologna e Firenze.
La strada, secondo le consuetudini degli antichi tracciati, seguiva il percorso di cresta anziché il corso delle valli e passava per Monterumici, Monzuno, Trasasso, Le Croci, Cedrecchia, per volgere poi verso la Toscana.
Dopo l'apertura della strada della Futa l'antica strada veniva abbandonata con conseguente danno del dominio feudale di Monzuno. Recenti studi e saggi a opera di due appassionati di storia locale e di archeologia, Cesare Agostini e Franco Santi, hanno riportato alla luce numerose tracce della strada di epoca romana, oggi nota come Flaminia militare, che conduceva da Bologna ad Arezzo passando per Fiesole. Dal 1914 al 1934 il comune fu interessato dalla costruzione della Direttissima, la nuova linea ferroviaria Bologna-Firenze. L'attraversamento del Setta diede luogo alla costruzione del ponte più lungo della linea, 320 m su 14 archi.
Una frazione del comune di Monzuno, Vado, situata sulla riva destra del torrente Setta, fu in gran parte distrutta durante i bombardamenti aerei del maggio 1944 a causa della presenza nel paese del viadotto ferroviario della Direttissima. Il capoluogo, situato sulla montagna che domina il Setta, non subì gravi danni e conserva tuttora in parte il carattere originale che ha perduto Vado. Quest'ultimo infatti fu rapidamente ricostruito sulle rovine, seguendo lo schema del paese precedente, ma ad un livello superiore di qualche metro. Monzuno oggi è punto di passaggio sulla Via degli Dei, un trekking che congiunge Bologna, con Firenze ripercorrendo buona parte del tracciato della Flaminia militare, frequentato ogni anno da migliaia di viaggiatori.

## Monumenti e luoghi d'interesse

### Architetture religiose
Nel territorio comunale hanno sede le seguenti chiese:
- Cuore Immacolato di Maria di Rioveggio
  - Chiesa di San Michele Arcangelo di Brigola
  - Chiesa dei Santi Pietro e Paolo di Montorio
- Sant'Ansano di Brento
- San Giacomo di Gabbiano
- San Giovanni Battista di Vado
  - Chiesa di Santa Maria Assunta di Lama di Setta
- San Giovanni Evangelista di Monzuno
  - Chiesa della Beata Vergine delle Campagne
  - Chiesa della Madonna della Cavaliera
  - Chiesa di Santa Maria delle Selve
  - Oratorio della Madonna del Buonconsiglio
- San Martino di Trasasso

### Architetture militari
- Torre di Montorio
- Castello dei Cavalieri di S. Stefano a Montorio

## Società

### Evoluzione demografica
Abitanti censiti

### Etnie e minoranze straniere
Al 31 dicembre 2023 la popolazione straniera era pari a 672 persone, pari al 10,77% dei residenti.

## Cultura
- Pinacoteca Archivio Nino Bertocchi - Lea Colliva[8]

## Infrastrutture e trasporti
Il comune è servito dal casello Rioveggio dell'autostrada A1, che si trova nella località omonima ed è collegato a Monzuno tramite la strada provinciale 38. Per Vado e Rioveggio passa la provinciale 325, già strada statale 325 di Val di Setta e Val di Bisenzio.
La stazione, in località Vado, è raggiungibile dal capoluogo comunale con la strada provinciale 59.

## Amministrazione
Di seguito è presentata una tabella relativa alle amministrazioni che si sono succedute in questo comune.
| Periodo          | Periodo          | Primo cittadino     | Partito                            | Carica  | Note  |
| ---------------- | ---------------- | ------------------- | ---------------------------------- | ------- | ----- |
| 2 giugno 1985    | 10 giugno 1990   | Gianpiero Calzolari | Partito Comunista Italiano         | Sindaco | [ 9 ] |
| 10 giugno 1990   | 23 dicembre 1991 | Gianpiero Calzolari | Partito Comunista Italiano         | Sindaco | [ 9 ] |
| 23 dicembre 1991 | 24 aprile 1995   | Domenico Musolesi   | Partito Democratico della Sinistra | Sindaco | [ 9 ] |
| 24 aprile 1995   | 24 gennaio 1999  | Franca Berti        | -                                  | Sindaco | [ 9 ] |
| 15 giugno 1999   | 14 giugno 2004   | Andrea Marchi       | centro-sinistra                    | Sindaco | [ 9 ] |
| 14 giugno 2004   | 8 giugno 2009    | Andrea Marchi       | centro-sinistra                    | Sindaco | [ 9 ] |
| 8 giugno 2009    | 26 maggio 2014   | Marco Mastacchi     | lista civica di destra             | Sindaco | [ 9 ] |
| 26 maggio 2014   | 27 maggio 2019   | Marco Mastacchi     | lista civica di destra: Dimmi      | Sindaco | [ 9 ] |
| 27 maggio 2019   | in carica        | Bruno Pasquini      | lista civica di destra: Dimmi      | Sindaco | [ 9 ] |